# Правда (фильм, 2019)
«Правда» (фр. La vérité) — драматический фильм режиссёра Хирокадзу Корээда, вышедший на экраны в 2019 году. В главных ролях Катрин Денёв и Жюльет Бинош. Лента принимала участие в основной конкурсной программе Венецианского кинофестиваля.

## Сюжет
Фильм расскажет о пожилой французской актрисе по имени Фабьен, которую до сих пор окружает море поклонников. Ей предстоит сыграть дочь женщины, обладающей удивительной способностью не стареть, и встретить свою дочь Люмир, вернувшуюся из Соединённых Штатов…

## В ролях
| Актёр             | Роль                                       |
| ----------------- | ------------------------------------------ |
| Катрин Денёв      | Фабьен                                     |
| Жюльет Бинош      | Люмир                                      |
| Итан Хоук         | Хэнк                                       |
| Клементина Гренье | Шарлотта                                   |
| Манон Клавель     | Манон                                      |
| Ален Либоль       | Люк Гарбуа                                 |
| Людивин Санье     | актриса, играющая Эми в 38-летнем возрасте |
| Рогер Ван Хол     | Пьер                                       |